# БА-3
БА-3 — советский пушечный средний бронеавтомобиль 1930-х годов на трёхосном шасси «Форд-Тимкен» (модификация Ford AA с колёсной формулой 6 × 4, на базе которой был создан ГАЗ-ААА).

## Разработка
Был разработан в 1934 году конструкторским бюро Ижорского завода на базе модели БА-И. Корпус БА-И при этом изменился незначительно, а главным отличием новой машины стала башня с вооружением.

## Описание конструкции
БА-3 получил башню от танка Т-26 со штатной спаренной установкой вооружения (45-мм пушкой 20К) и пулемётом ДТ-29, но с уменьшенной до 8 или 9 мм толщиной брони. Значительный для компактной машины боекомплект размещался частично в башне, частично в корпусе бронеавтомобиля. Для увеличения проходимости впервые в советском бронеавтомобилестроении были разработаны вездеходные гусеницы типа «оверолл», которые надевались на задние скаты БА-3.

## Производство
Прототип из не броневой стали был построен в конце апреля 1933 года и уже 1 мая он принял участие в параде войск Ленинградского гарнизона. Производство бронированных автомобилей было налажено на Ижорском заводе и Выксунском заводе дробильно-размольного оборудования, которые в 1933—1936 годах изготовили в общей сложности 191 бронемашина этого типа.
|      | Производитель | 1933 | 1934 | 1935 | 1936 | Всего |
| ---- | ------------- | ---- | ---- | ---- | ---- | ----- |
| БА-3 | Ижорский з-д  | 11*  | 80   | 73   | 23** | 187   |
| БА-3 | З-д ДРО       | 4    | 4    |      |      | 4     |

*включая прототип.
**из них 20 радийных.
Кроме того в 1935 — 36 годах из БАИ было переделано 26 машин.
Из них в 1936 году 3 бронеавтомобиля было поставлено в Испанию и 20 (переделаны из БАИ) — в Монголию, 43 получила Турция (1934 — 1, 1935 — 42).

## Использование
Бронеавтомобили БА-3 поступали на вооружение разведывательных подразделений танковых, кавалерийских и стрелковых соединений РККА. Они принимали участие почти во всех военных конфликтах тех лет, в которых принимала участие советская техника: в войне в Испании (три БА-3 были переданы вооружённым силам Испанской республики в 1936 г,), в боях с японскими войсками у озера Хасан и у реки Халхин-Гол, в польском освободительном походе и советско-финской войне 1939—1940 годов. Безвозвратные потери в этих конфликтах составили 10 машин: 8 БА-3 было уничтожено в боях на Халхин-Голе и 2 — в советско-финской войне. 20 машин получила в 1936 г Монголия; 3 из них были безвозвратно потеряны в 1939 и 2 возвращены СССР. В июле 1941 года 13 БА-3 числились в 5-й и 2 в 8-й КД МНРА.  
В 1934 - 35 гг 43 БА-3 купила Турция.  
| Модель   | Категория | ЛВО | ПОВО | ЗОВО | КОВО | ОдВО | МВО | СКВО | ОрВО | ЗакВО | САВО | ЗабВО | ДВФ | Рембазы | Всего |
| -------- | --------- | --- | ---- | ---- | ---- | ---- | --- | ---- | ---- | ----- | ---- | ----- | --- | ------- | ----- |
| БА-3 лин | 1         |     |      |      |      |      |     |      |      |       |      |       | 7   |         | 7     |
| БА-3 лин | 2         | 12  | 1    | 26   | 10   | 2    | 2   |      | 1    | 4     | 30   | 26    | 8   |         | 122   |
| БА-3 лин | 3         | 3   |      | 1    |      |      |     |      |      |       |      |       | 1   |         | 5     |
| БА-3 лин | 4         |     |      | 2    | 2    |      |     | 2    |      |       |      |       | 1   | 2       | 9     |
| Всего    | Всего     | 15  | 1    | 29   | 12   | 2    | 2   | 2    | 1    | 4     | 30   | 26    | 17  | 2       | 143   |

Большая их часть была потеряна в первые месяцы войны. Но некоторые дожили и до победного 1945 года. Так на 14 апреля 1945 года 97-я рота охраны штаба 19-й армии всё ещё использовала три БА-3М и три БА-10. После войны все устаревшие бронеавтомобили были утилизированы.

## Модификации
В единственном экземпляре существовала железнодорожная модификация БА-3 ж-д, переделанная в 1935 году из линейной машины. 
Модернизированная версия БА-3 — БА-3М — получила двигатель и шасси от ГАЗ-ААА, которые обладали большей ремонтопригодностью, а также новые пулестойкие шины ГК из вспененной резины.
Также на базе БА-3 был создан БА-6. По корпусу, башне, вооружению, размещению боекомплекта, узлов и агрегатов БА-6 от БА-3 не отличался. Внешне его можно было отличить по отсутствию задней двери, задних смотровых лючков и подножки в корме. Кроме того, базу между передней осью и центром подвески задней тележки уменьшили до 3200 мм (3220 мм у БА-3); расстояние между задними мостами сократили с 1016 мм (для БА-3) до 940 мм. На БА-6 также пулестойкие шины ГК, заполненные губчатой резиной. Благодаря более строгой весовой дисциплине массу БА-6 уменьшили до 5,12 т при сохранении почти всех тактико-технических характеристик, как у БА-3. 

## Сохранившиеся экземпляры
- Единственный сохранившийся БА-3М хранится в Музее бронетанковой техники и вооружения в подмосковной Кубинке[7]. Машина находится в ходовом состоянии.
- Макет бронеавтомобиля БА-3 представлен в Музее «Боевой славы Урала» в г. Верхней Пышме.

Галерея
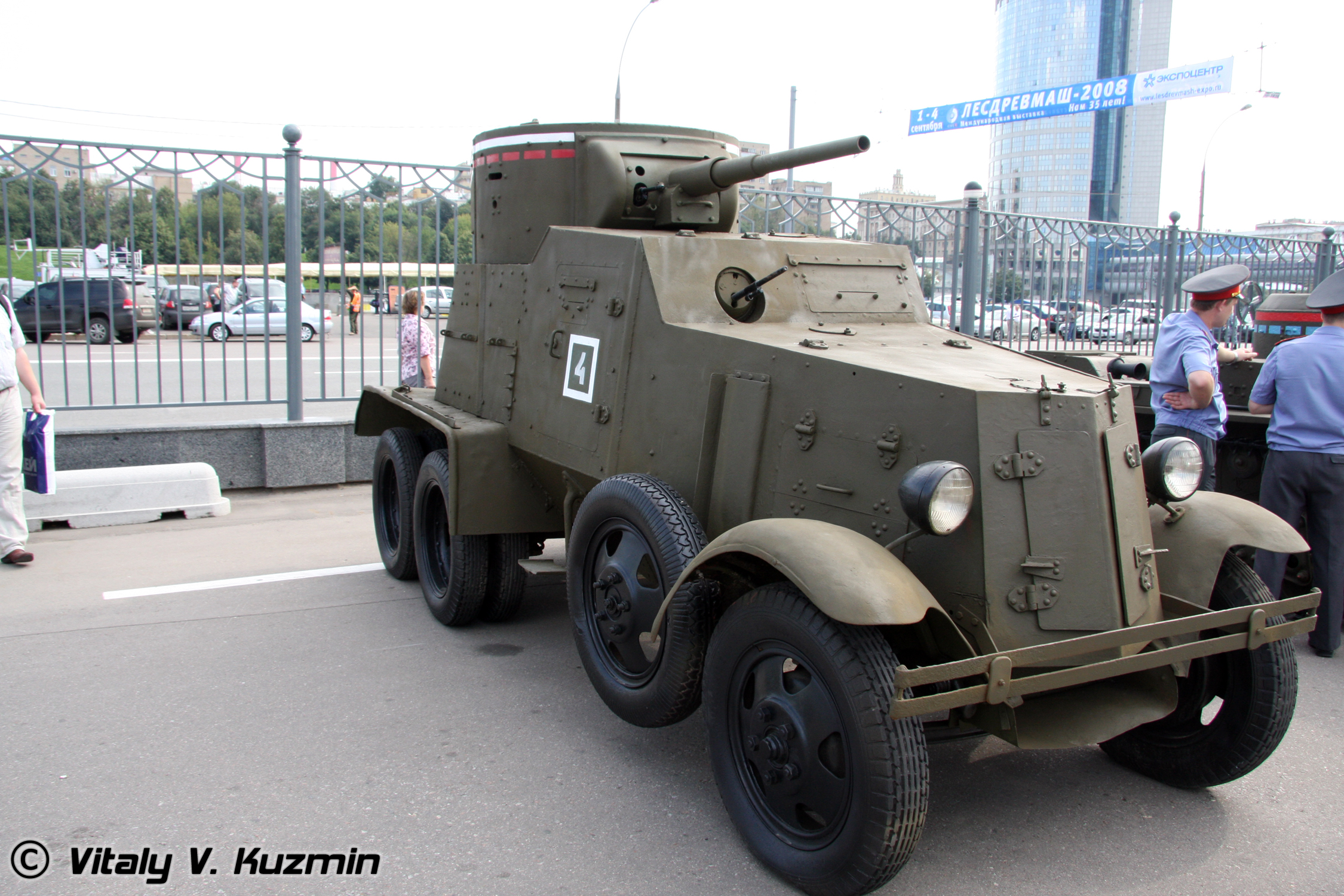
БА-3 спереди-справа. Москва.
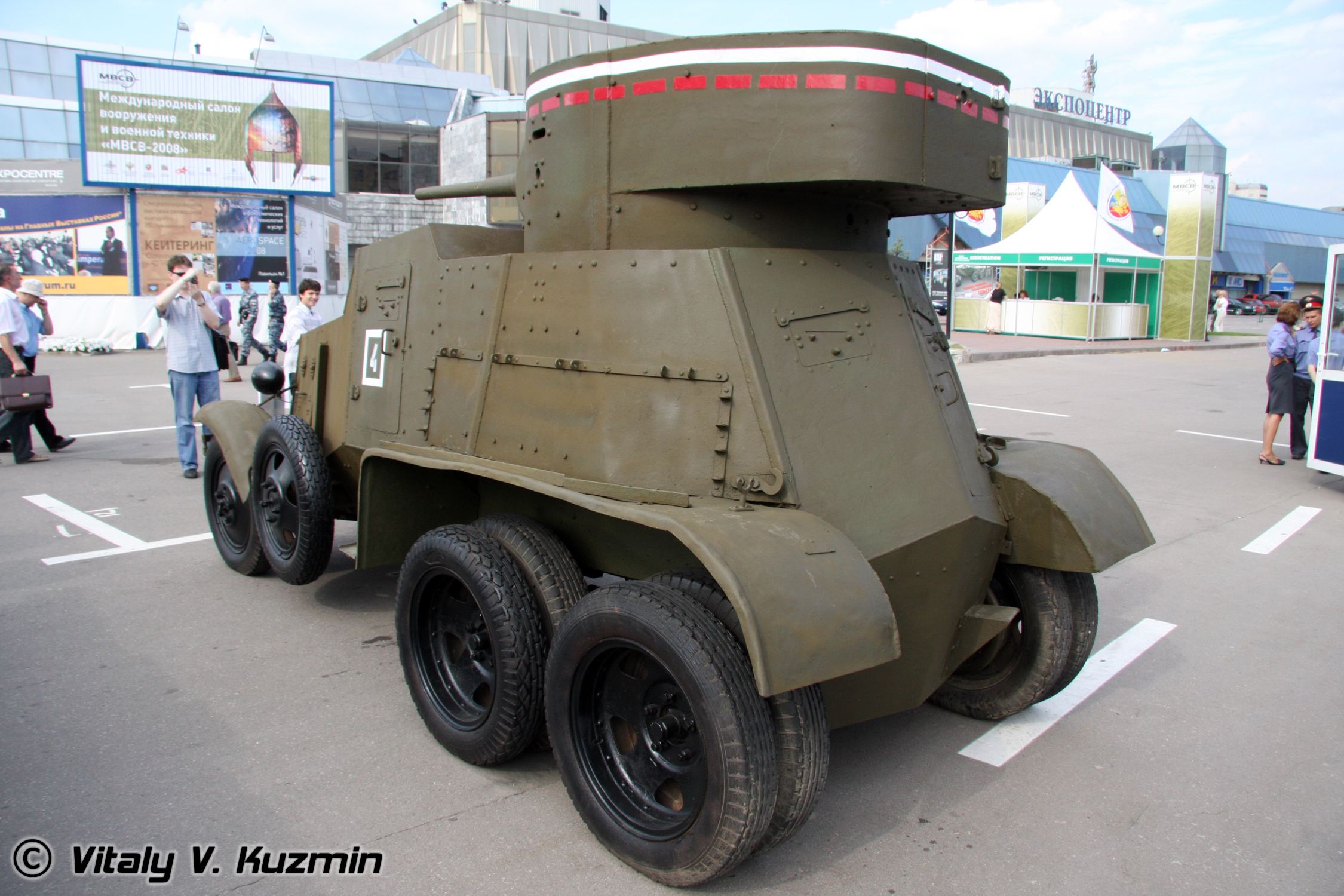
БА-3 слева-сзади, видны задние лючки и дверь.
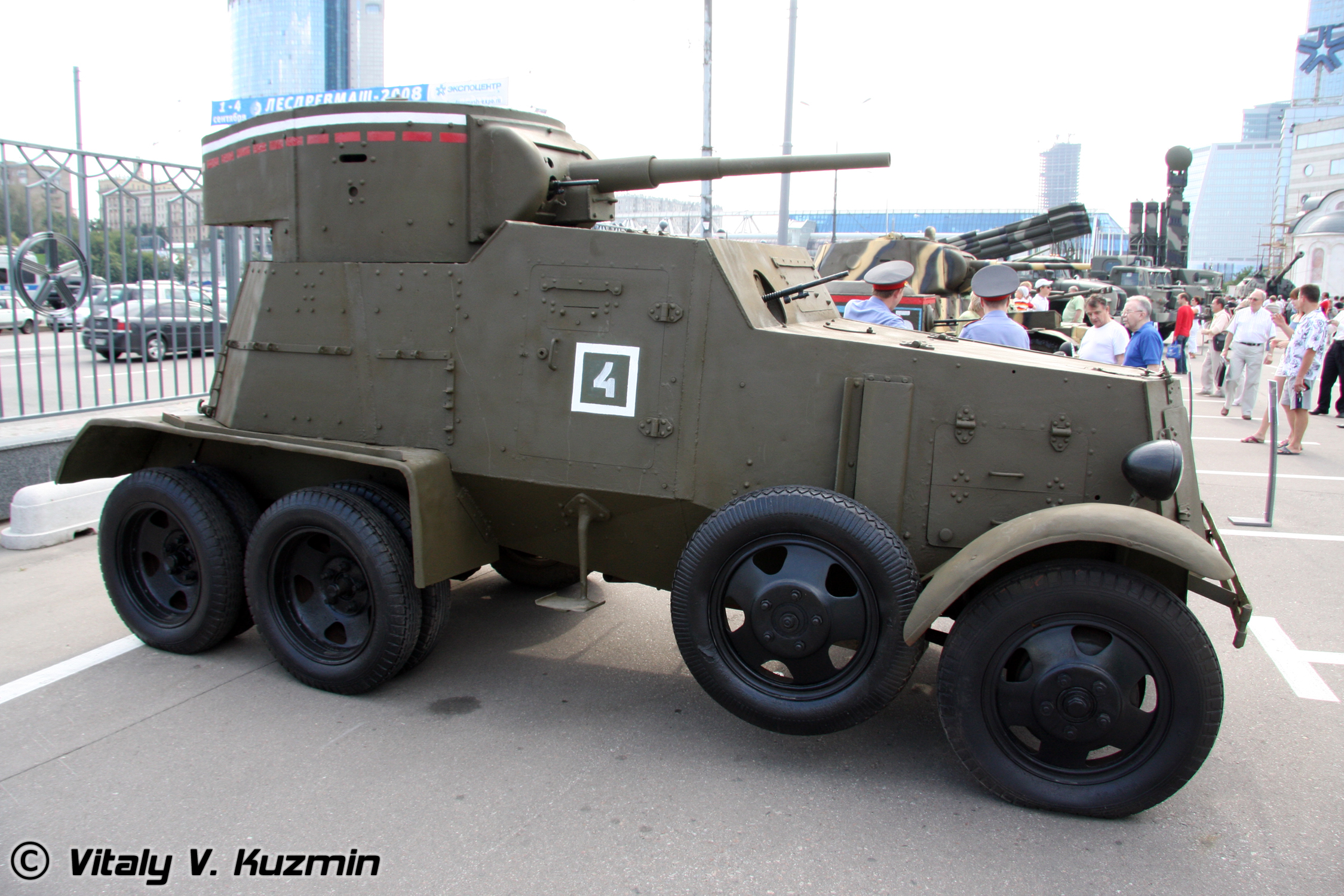
БА-3 справа, над задними осями крепления гусениц «оверолл».